# Armata del Kwantung
L'armata del Kwantung (in giapponese: 関東軍?, Kantōgun; in cinese 關東T, 关东军S, GuāndōngjūnP, Kwan-tung chünW; in coreano 관동군?, Gwandong-gunLR) fu un grande gruppo d'armate dell'Esercito imperiale giapponese creato all'inizio del XX secolo come forza a protezione della Ferrovia della Manciuria meridionale e delle relative aree in concessione.
Diventò il più grande e prestigioso comando all'interno dell'esercito e ne fecero parte numerosi esponenti di spicco della casta politico-militare giapponese; per tale motivo l'armata divenne negli anni trenta un polo alternativo di potere rispetto al governo centrale. Prova di ciò fu la creazione dello Stato del Manciukuò, avvenuta indipendentemente dalla volontà del governo nipponico (che riconobbe il nuovo Stato dopo sei mesi dalla sua fondazione) e la successiva invasione della Cina (seconda guerra sino-giapponese).
Durante la seconda guerra mondiale l'armata del Kwantung rimase inattiva sul confine con l'Unione Sovietica anche se nel 1941 e nel 1942 vennero studiati possibili piani di invasione dell'Estremo Oriente sovietico per sfruttare la situazione creata dall'inizio della guerra sul fronte orientale. In conseguenza dell'andamento negativo per il Giappone della campagna del Pacifico contro gli Alleati, l'armata del Kwantung venne progressivamente indebolita anche se nell'agosto 1945 era costituita ancora da 31 divisioni di fanteria e 12 brigate autonome. Il 9 agosto 1945 l'Armata Rossa, che aveva raggruppato un formidabile schieramento di truppe e mezzi corazzati sul confine del Manciukuò, passò all'attacco con 80 divisioni e quattro corpi meccanizzati sbaragliando in breve tempo l'armata del Kwantung che si arrese il 19 agosto 1945; i sovietici catturarono 609 000 prigionieri nipponici.

## Storia

### Formazione dell'armata
Dopo la guerra russo-giapponese del 1904-1905, il Giappone ottenne il possesso della cosiddetta concessione del Kwantung e del territorio circostante fino alla ferrovia manciuriana meridionale. "Kwantung" ha il significato di "a est dello Shanhaiguan", uno dei principali varchi della Grande muraglia cinese, ad est del quale si trova appunto la Manciuria.

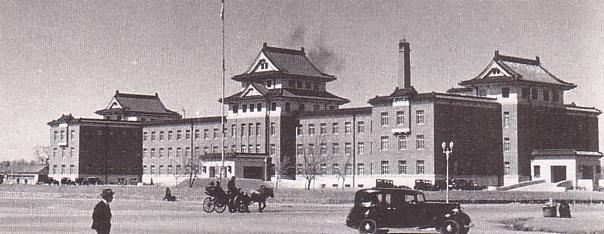
Il quartier generale dell'armata

Nel 1906 venne quindi costituita la "guarnigione del Kwantung" per difendere questo territorio; inizialmente questo nuovo reparto era costituito da una divisione di fanteria e un battaglione di artiglieria pesante d'assedio, rinforzati da sei battaglioni indipendenti da fortezza e da guardie ferroviarie schierate lungo la "zona della ferrovia della Manciuria meridionale", con una forza effettiva totale di 100 000 militari. Il suo quartier generale era a Port Arthur, conosciuta in giapponese come Ryojun. Dopo la riorganizzazione del 1919, la "guarnigione del Kwantung", venne ridenominata "armata del Kwantung".
Negli anni venti e trenta, l'armata del Kwantung divenne, all'interno dell'Esercito imperiale lacerato da forti contrasti tra fazioni e altamente politicizzato, l'elemento di forza principale della cosiddetta Kōdōha ("Fazione della via imperiale"); molti dei suoi ufficiali superiori più importanti sollecitarono con intransigenza un cambiamento politico radicale in Giappone attraverso il rovesciamento violento del governo civile per arrivare alla restaurazione Shōwa, una riorganizzazione della società e dell'economia in senso totalitario ad imitazione degli stati fascisti europei. Gli ufficiali dell'armata del Kwantung inoltre erano favorevoli ad una politica estera molto più aggressiva ed espansionistica nei confronti dell'entroterra asiatico; alcuni membri dell'armata giunsero al punto di prendere parte ai numerosi tentativi di colpo di Stato contro le autorità governative civili che si verificarono in Giappone in questo periodo, culminati nel drammatico Incidente del 26 febbraio 1936.

### Azioni indipendenti

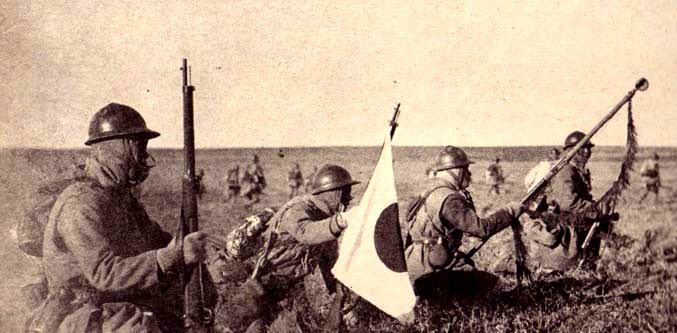
Soldati giapponesi dell'Armata del Kwantung durante l'invasione della Manciuria

L'Armata del Kwantung formalmente era subordinata direttamente al Quartier generale Imperiale e allo stato maggiore dell'Esercito imperiale, ma in realtà i suoi capi spesso agirono in totale e aperta violazione degli ordini della madrepatria senza peraltro subire alcuna conseguenza disciplinare. Gruppi di cospiratori presenti all'interno del corpo dei giovani ufficiali dell'armata complottarono contro il signore della guerra cinese della Manciuria Chang Tsolin che venne assassinato nell'Incidente di Huanggutun del 1928. Alcuni anni dopo, nel 1931, i capi dell'Armata del Kwantung architettarono il cosiddetto Incidente di Mukden che venne sfruttato come pretesto per la successiva invasione dell'intera Manciuria; si trattò di un flagrante e clamoroso atto di gekokujō, insubordinazione contro gli ordini espliciti dell'autorità militare e politica di Tokyo.

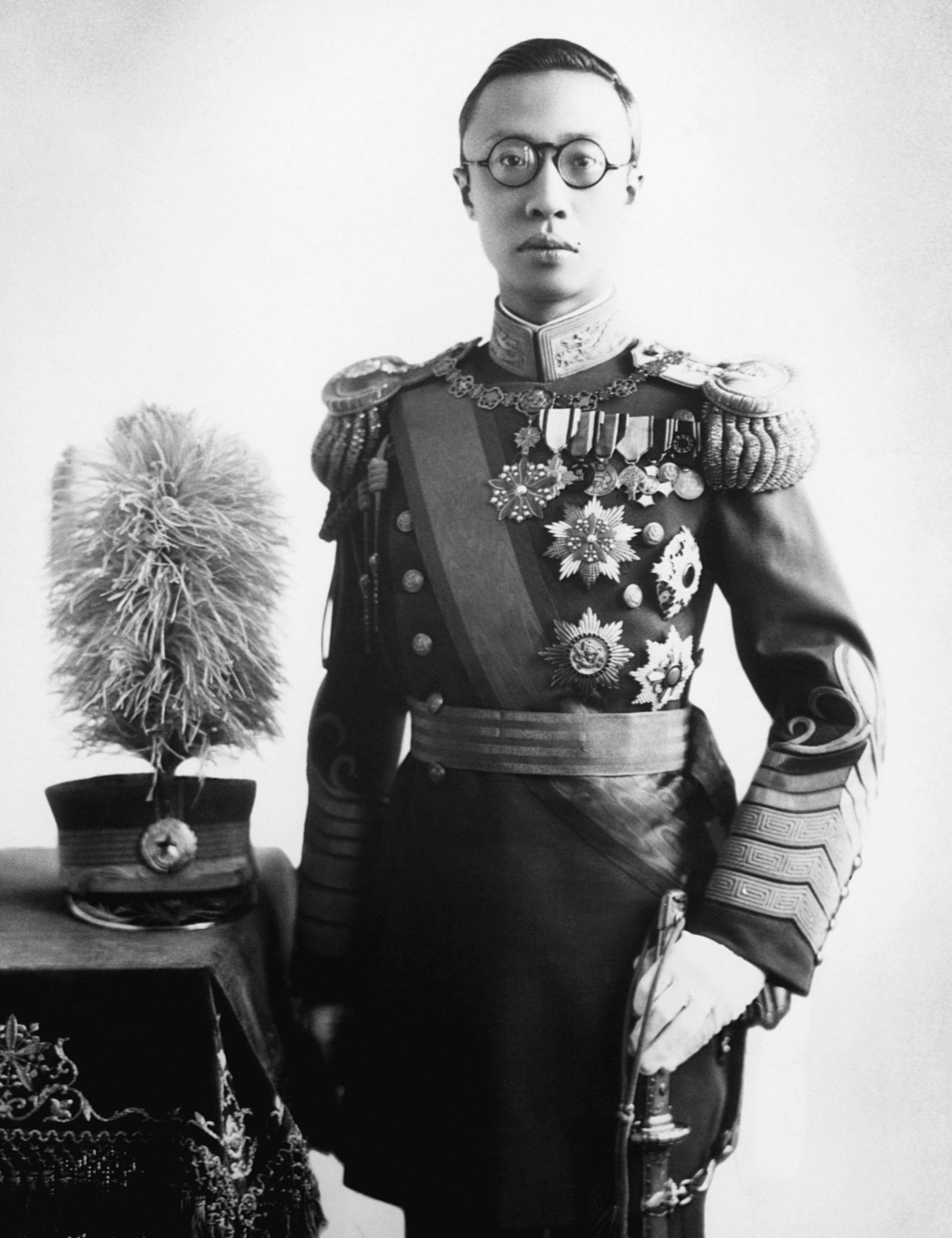
Pu Yi, l'imperatore dello stato fantoccio del Manciukuò, era solo un personaggio di facciata a disposizione dei capi dell'Armata del Kwantung

Di fronte a questo fatto compiuto, il Quartier generale imperiale non ebbe altra scelta che approvare tacitamente le azioni autonome dell'Armata del Kwantung e inviare importanti rinforzi per le susseguenti operazioni di pacificazione della Manciuria; in pratica questo comportamento del governo e i risultati ottenuti sul terreno, comportarono che l'Armata del Kwantung, invece di essere punita, venne premiata per il suo atto di aperta insubordinazione.
Nel 1932 venne costituito il nuovo stato-fantoccio del Manciukuò; in questo modo l'Armata del Kwantung assunse un ruolo di controllo dell'amministrazione civile del nuovo stato oltre a garantire la sua difesa militare. L'armata controllava tutti gli aspetti dell'amministrazione politica ed economica del nuovo stato e il comandante in capo dell'Armata del Kwantung divenne l'equivalente di un Governatore generale con l'autorità di approvare o annullare ogni disposizione esecutiva dell'imperatore-fantoccio del Manciukuò, Pu Yi. L'armata divenne anche il promotore dei grandiosi programmi di sviluppo industriale della Manciuria che sarebbe dovuta divenire, secondo gli ambiziosi propositi degli dirigenti nipponici, una seconda base industriale a disposizione dell'imperialismo aggressivo dell'Impero giapponese; venne in particolare potenziata l'acciaieria di Anshan che divenne il grande complesso siderurgico Shōwa (Shōwa Seitetsusho), e venne costituita la Manshū Jukōgyō Kaihatsu Kabushiki Kaisha (Mangyō), la "Compagnia per lo sviluppo industriale della Manciuria".
La forza numerica dell'Armata del Kwantung aumentò costantemente negli anni successivi alla costituzione del Manchukuo; i suoi effettivi raggiunsero i 700000 uomini nel 1941, alla vigilia della seconda guerra mondiale, mentre il suo quartier generale venne trasferito a Hsinking, la nuova capitale dello stato-fantoccio. Lo stato maggiore dell'armata controllò e diresse anche la creazione, l'addestramento e l'equipaggiamento delle forze militari ausiliarie dell'esercito imperiale del Manciukuò. In questo periodo il principe imperiale Tsuneyoshi Takeda svolse le funzioni di ufficiale di collegamento tra l'Armata del Kwantung e la casa imperiale a Tokyo.

### Scontri con i sovietici e guerra con la Cina

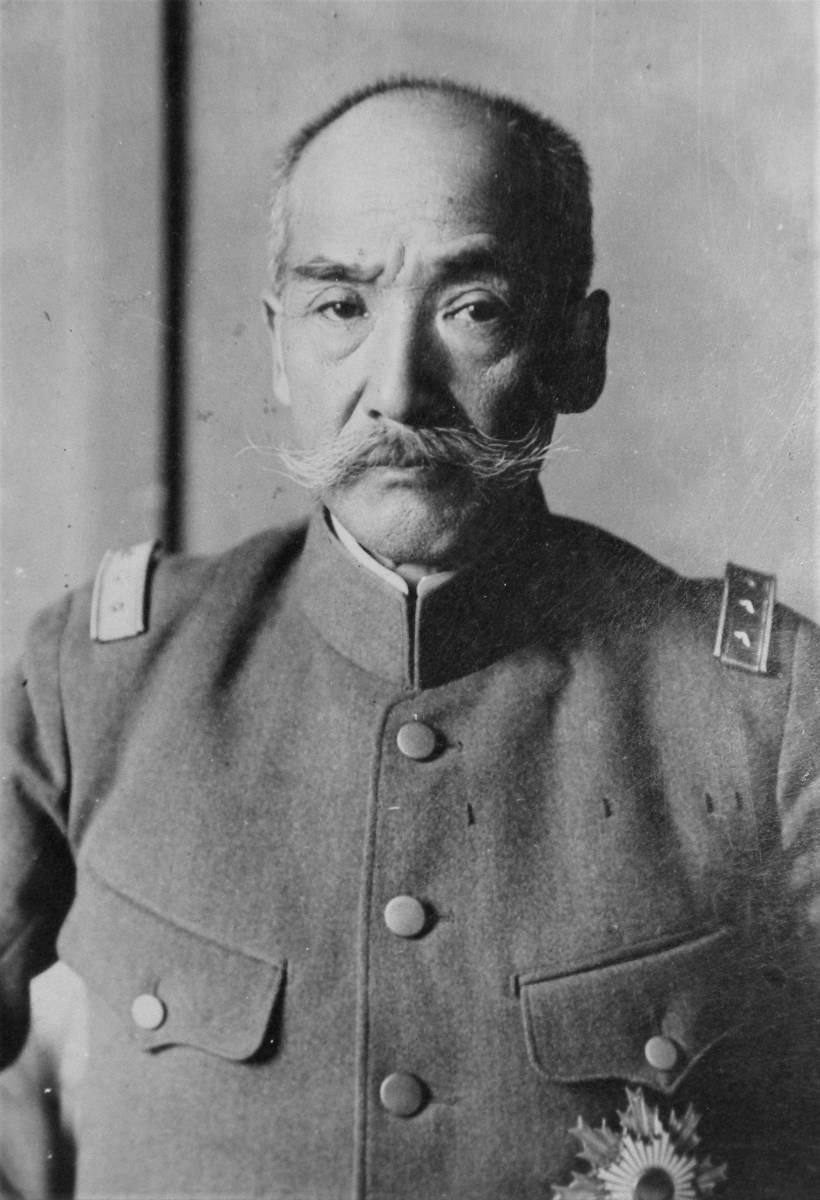
Il generale Kenkichi Ueda, comandante dell'armata nel periodo 1936-39

Dopo la campagna militare di occupazione della Manciuria, l'Armata del Kwantung continuò ad essere impegnata in una serie di scontri di confine con la Cina nel quadro della sua strategia fondamentale per creare una vasta area-cuscinetto dominata dal Giappone nella Cina settentrionale. Nella fase immediatamente precedente all'inizio della seconda guerra sino-giapponese, l'armata prese parte nel 1933 alla operazione Nekka e a varie operazioni nella Mongolia Interna con l'obiettivo di estendere il predominio giapponese su ampie aree della Cina settentrionale e della Mongolia. Dopo l'inizio della guerra aperta con la Cina, a seguito dei confusi eventi dell'incidente del ponte di Marco Polo nel luglio 1937, l'Armata del Kwantung partecipò con le sue forze alla battaglia di Pechino-Tientsin e alla operazione Chahar, mentre nelle fasi successive della guerra i suoi interventi diretti furono temporanei e limitati.

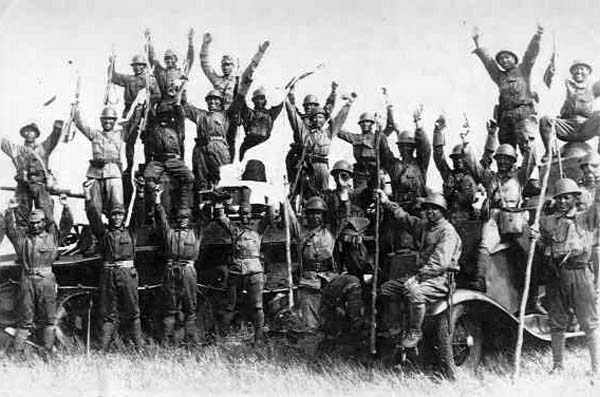
Soldati dell'Armata del Kwantung festeggiano durante gli scontri dell'incidente di Nomonhan

Dopo continui successi, l'Armata del Kwantung, ritenuta l'unità militare più potente ed efficiente dell'Esercito imperiale, subì la prima sconfitta combattendo contro l'Armata Rossa sovietica. L'armata giapponese si opponeva fanaticamente all'Unione Sovietica comunista e tra i suoi ufficiali, guidati dal comandante in capo dal 1936, generale Kenkichi Ueda, predominavano teorie strategiche oltranziste favorevoli ad un confronto diretto con i sovietici, ritenuti, secondo la dottrina del Hokushin-ron ("avanzata a nord") i principali nemici dell'Impero. Nonostante la sua reputazione di efficienza bellica, tuttavia, l'Armata del Kwantung non fu in grado di avere la meglio nei sanguinosi scontri di confine del 1938 (battaglia del lago Chasan) e soprattutto del 1939 (battaglia di Khalkhin Gol, nota ai giapponesi come "incidente di Nomonhan"). In quest'ultima occasione l'armata venne duramente sconfitta, palesando la netta inferiorità tecnica nipponica di fronte alle moderne forze meccanizzate dell'Armata Rossa.
Dopo la disfatta di Nomonhan, l'Armata del Kwantung perse parte della sua influenza, il generale Ueda venne destituito e molti ufficiali oltranzisti e insubordinati furono allontanati da incarichi di comando; la dottrina strategica del Hokushin-ron, che prevedeva di concentrare l'espansione giapponese in Siberia contro l'Unione Sovietica, piuttosto che in Cina e nel Sud-est asiatico, venne abbandonata a favore della dottrina alternativa del Nanshin-ron ("avanzata a sud"), favorevole ad un espansionismo aggressivo a sud contro le potenze coloniali occidentali.

### Nella seconda guerra mondiale
L'Armata del Kwantung era stata un focolaio di ribellione e sedizione durante gli anni trenta, ma al contrario nei primi anni quaranta caratterizzati dalla partecipazione del Giappone alla seconda guerra mondiale, l'armata rimase sorprendentemente tranquilla e disciplinata. La partecipazione diretta dell'Armata del Kwantung ai combattimenti nella guerra cino-giapponese dopo la prima fase si ridusse notevolmente, mentre il conflitto si concentrava nelle regioni della Cina centrale e meridionale dove era schierata l'Armata di spedizione in Cina. Con l'inizio della guerra del Pacifico, il Manciukuò e l'Armata del Kwantung rimasero estranei agli scontri principali; nel 1941 e nel 1942 i dirigenti giapponesi al massimo livello discussero accanitamente su eventuali offensive dell'armata contro l'Unione Sovietica che sembrava indebolita in modo apparentemente decisivo dopo l'operazione Barbarossa, ma alla fine, per prudenza e timore dei sovietici che mantennero sempre forze rilevanti in Estremo Oriente, si decise di rinunciare ad attaccare a nord.

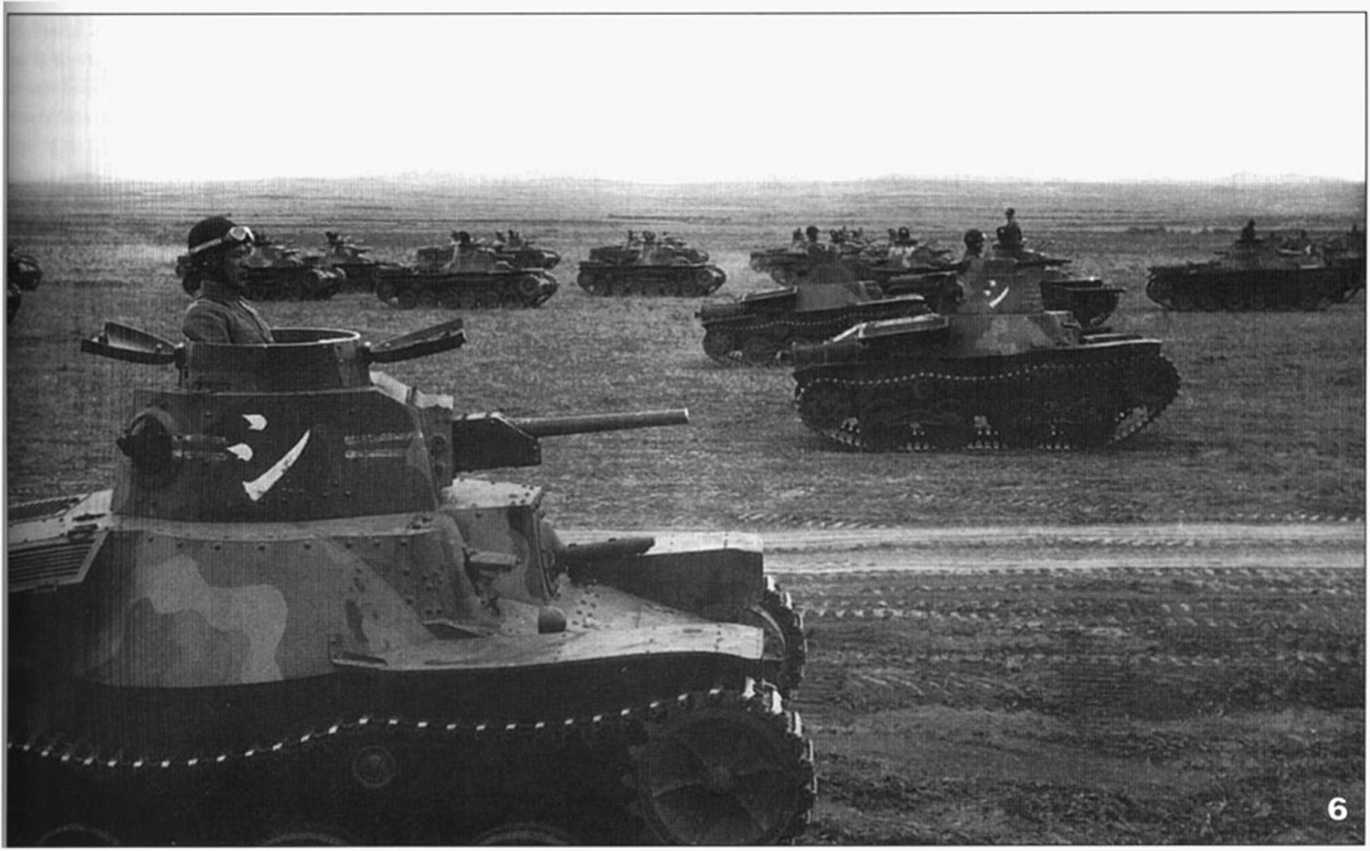
Reparto corazzato dell'armata, equipaggiato con carri armati leggeri Type 95 Ha-Go, in manovra nel 1944

Dopo il 1942 la situazione politico-militare dell'Impero giapponese divenne progressivamente sempre più difficile e ogni progetto offensivo con il coinvolgimento dell'Armata del Kwantung venne abbandonato; la prestigiosa armata, costituita da formazioni ben equipaggiate e bene addestrate, non poté neppure essere lasciata intatta per costituire una grande riserva strategica. Le sue migliori unità invece dovettero essere sistematicamente indebolite con la sottrazione dei reparti più efficienti che furono inviati nel teatro meridionale della guerra del Pacifico per cercare di contrastare la massiccia controffensiva aero-navale-terrestre degli Alleati; molti di queste unità furono decimate combattendo contro gli americani nelle isole del Pacifico o nelle Filippine. Una parte dei reparti trasferiti dall'Armata del Kwantung venne inviata in Cina dove prese parte nel 1944 alla riuscita operazione Ichi-Go in direzione delle basi aeree statunitensi in territorio cinese.

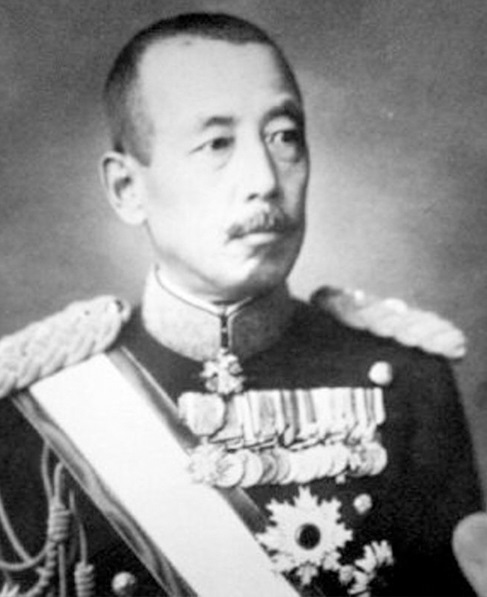
Il generale Otozō Yamada, ultimo comandante dell'Armata del Kwantung.

Nella metà del 1945, nel momento in cui la guerra stava per avere una svolta decisiva con la decisione americana di impiegare sul Giappone l'arma atomica e con l'imminente entrata in campo dell'Unione Sovietica, l'Armata del Kwantung appariva ancora una forza militare formidabile con 713.000 soldati suddivisi in 31 divisioni di fanteria, nove brigate di fanteria, due brigate corazzate e una brigata speciale; il suo equipaggiamento comprendeva 1 155 carri armati, 5 360 cannoni e 1 800 aerei. In realtà la qualità del personale e del materiale era peggiorata drammaticamente nel corso degli anni. La maggior parte dei soldati esperti e delle armi più moderne erano stati trasferiti negli altri teatri d'operazione; queste forze erano state sostituite con miliziani, riservisti, reclute appena mobilitate, e tutto l'equipaggiamento era irrimediabilmente superato in confronto con i mezzi moderni dell'Armata Rossa sovietica. L'Armata del Kwantung comprendeva anche una formazione addestrata alla guerra batteriologica, l'Unità 731, ma le armi convenzionali era originarie di progetti degli anni trenta, mentre solo un piccolo numero di soldati aveva reale esperienza bellica o era sufficientemente addestrato.
In queste condizioni fu impossibile per l'Armata del Kwantung contrastare con successo la grande offensiva in Manciuria sferrata con forze schiaccianti dall'Armata Rossa a partire dal 9 agosto 1945; disponendo di una netta superiorità numerica ed equipaggiate con migliaia di mezzi corazzati moderni, le forze sovietiche, guidate dai marescialli veterani del fronte orientale Aleksandr Michajlovič Vasilevskij e Rodion Jakovlevič Malinovskij, ottennero una brillante vittoria e occuparono in pochi giorni l'intera Manciuria sconfiggendo facilmente le unità dell'Armata del Kwantung che, peraltro, consapevoli dell'imminente resa totale del Giappone, cercarono soprattutto di guadagnare tempo e sfuggire alla prigionia. L'ultimo comandante dell'armata, il generale Otozō Yamada, ordinò di cessare la resistenza il 16 agosto 1945, un giorno dopo l'annuncio di resa del Giappone pronunciato alla radio personalmente dall'imperatore Hirohito; alcune unità giapponesi tuttavia rifiutarono in un primo momento di arrendersi ai sovietici e i combattimenti continuarono per alcuni giorni, mentre le forze corazzate dell'Armata Rossa raggiungevano Port Arthur, Mukden e la Corea.
La resa formale e definitiva dell'Armata del Kwantung venne conclusa in un incontro il 19 agosto 1945 tra il maresciallo Shunroku Hata e il maresciallo Vasilevskij. Le forze giapponesi subirono durante la breve campagna di Manciuria, pesanti perdite e oltre 600 000 soldati divennero prigionieri di guerra dell'Armata Rossa e furono trasferiti nei campi di lavoro allestiti dalle autorità sovietiche in Siberia, nell'Estremo Oriente sovietico e in Mongolia, per contribuire concretamente alla ricostruzione dell'economia dell'Unione Sovietica dopo le enormi distruzione del conflitto. I prigionieri dell'Armata del Kwantung subirono forti privazioni nei campi di lavoro e molti morirono in prigionia; la gran parte tuttavia sopravvisse e venne rimpatriata a scaglioni nei successivi cinque anni, anche se alcuni continuarono ad essere detenuti fino agli anni cinquanta.

### I crimini di guerra
Dopo la resa del Giappone, l'Armata Rossa scoprì le installazioni segrete per la sperimentazione e la produzione di armi chimiche e batteriologiche dipendenti dall'Unità 731 dell'Armata del Kwantung. In questi centri, il personale dell'armata, sotto la direzione del dottor Shirō Ishii, fu responsabile di alcuni dei più gravi crimini di guerra giapponesi, tra cui programmi di sperimentazione sull'uomo con l'utilizzo di prigionieri cinesi, sovietici e statunitensi come cavie umane.

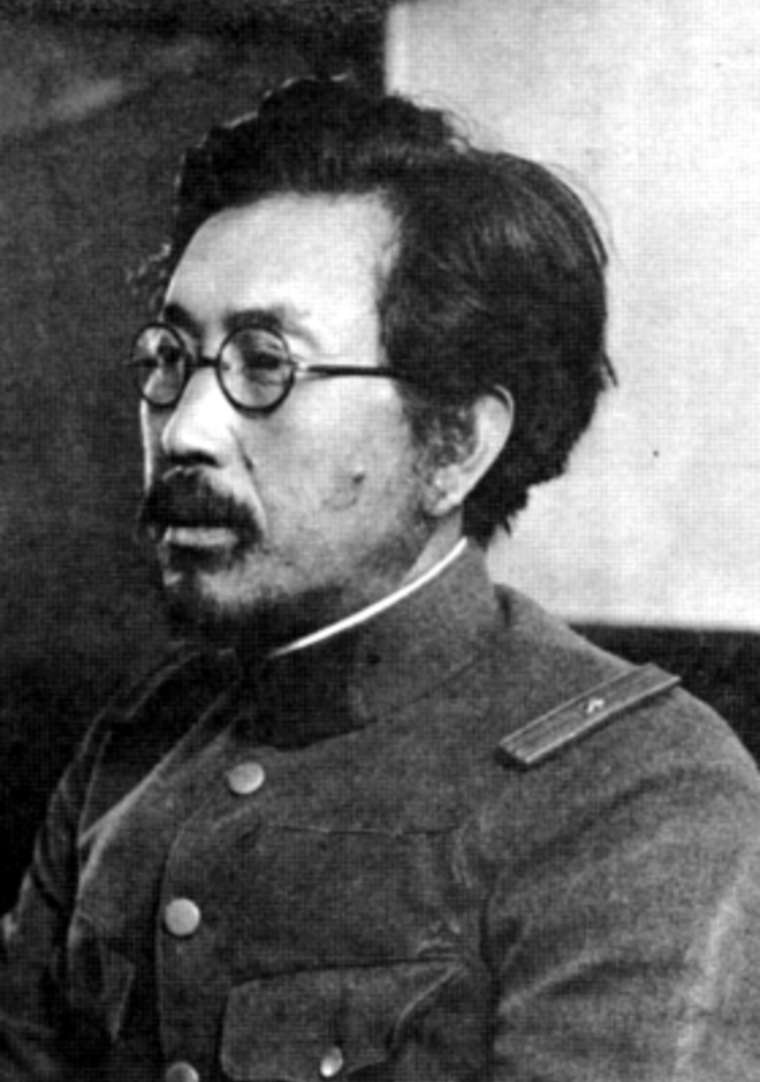
Il generale medico Shirō Ishii

Arrestati dalle autorità di occupazione americane, Ishii e circa 20 000 membri della Unità 731 non furono perseguiti e ricevettero in pratica una immunità prima dell'inizio del processo di Tokyo del 1948, in cambio dei dati e della documentazioni disponibile sulla guerra batteriologica ottenuti con gli esperimenti su cavie umane. Il 6 maggio 1947 lo stesso generale Douglas MacArthur scrisse a Washington che "ulteriori dati, forse documentazione proveniente da Ishii, potrebbero essere ottenuti comunicando ai giapponesi coinvolti che le informazioni rimarrebbero segrete e non sarebbero utilizzate come prove di crimini di guerra". Nonostante queste oscure transazioni segrete, dodici membri della Unità 731 e alcuni alti comandanti dell'Armata del Kwantung furono effettivamente processati e condannati come criminali di guerra nel processo di Khabarovsk in Unione Sovietica e nei processi celebrati dal Tribunale militare internazionale per l'Estremo Oriente degli Alleati a Tokyo. Furono condannati a morte e giustiziati i generali Seishirō Itagaki, ex-ministro della guerra, Iwane Matsui, responsabile del massacro di Nanchino, Kenji Doihara, uno degli strateghi delle persecuzioni in Manciuria e dei teorici della politica dei "Tre tutto", Hideki Tōjō, capo di stato maggiore dell'Armata del Kwantung nel 1937-38 e primo ministro del Giappone durante la seconda guerra mondiale, e Akira Mutō, uno degli ideatori dei piani di guerra contro la Cina.

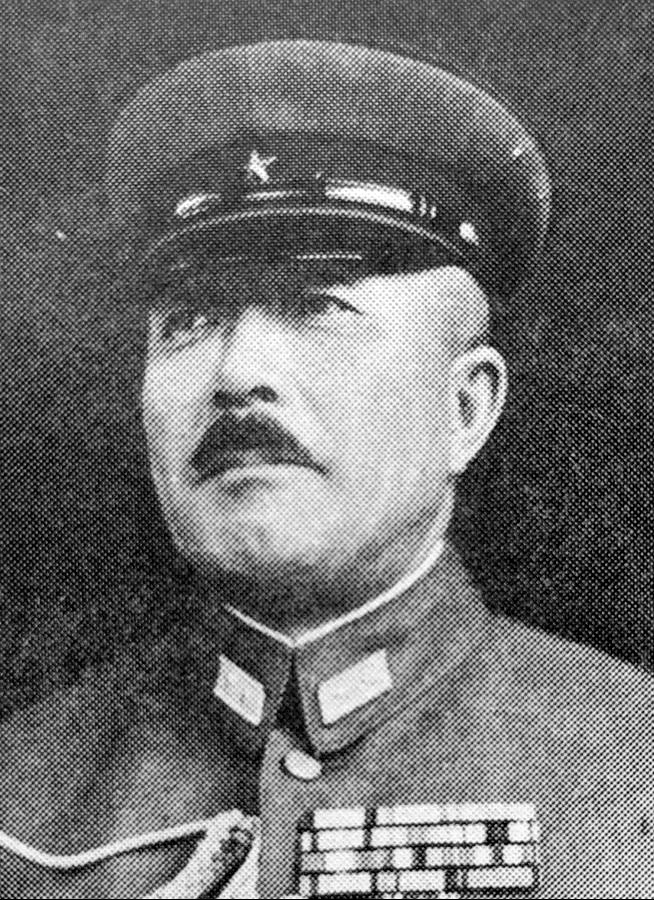
Seishirō Itagaki
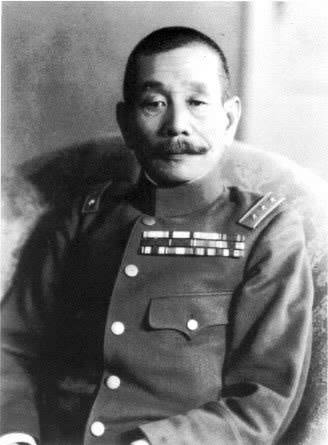
Iwane Matsui
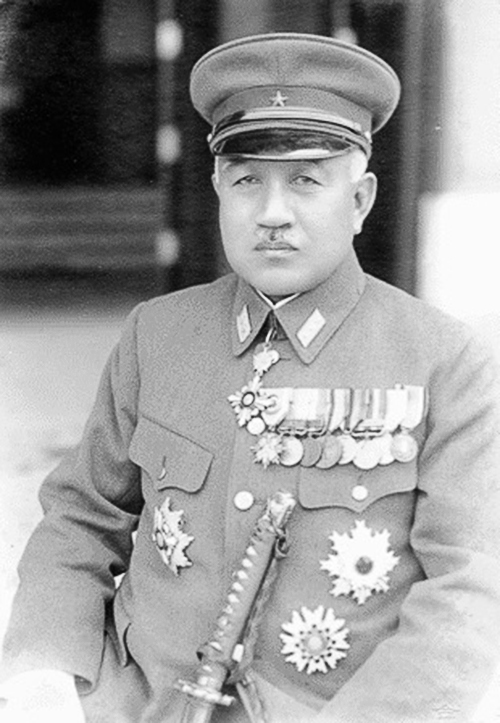
Kenji Doihara
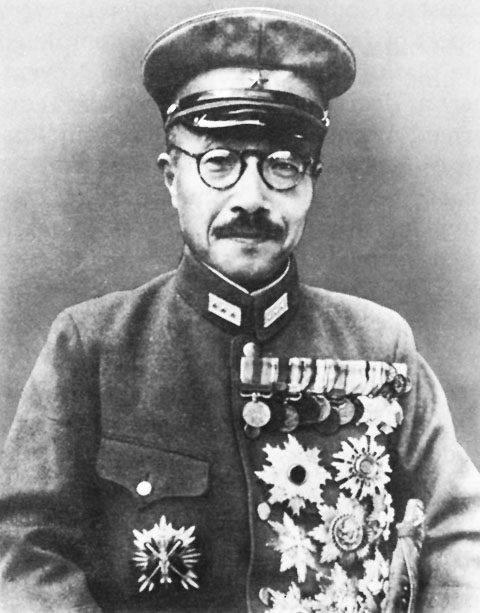
Hideki Tōjō
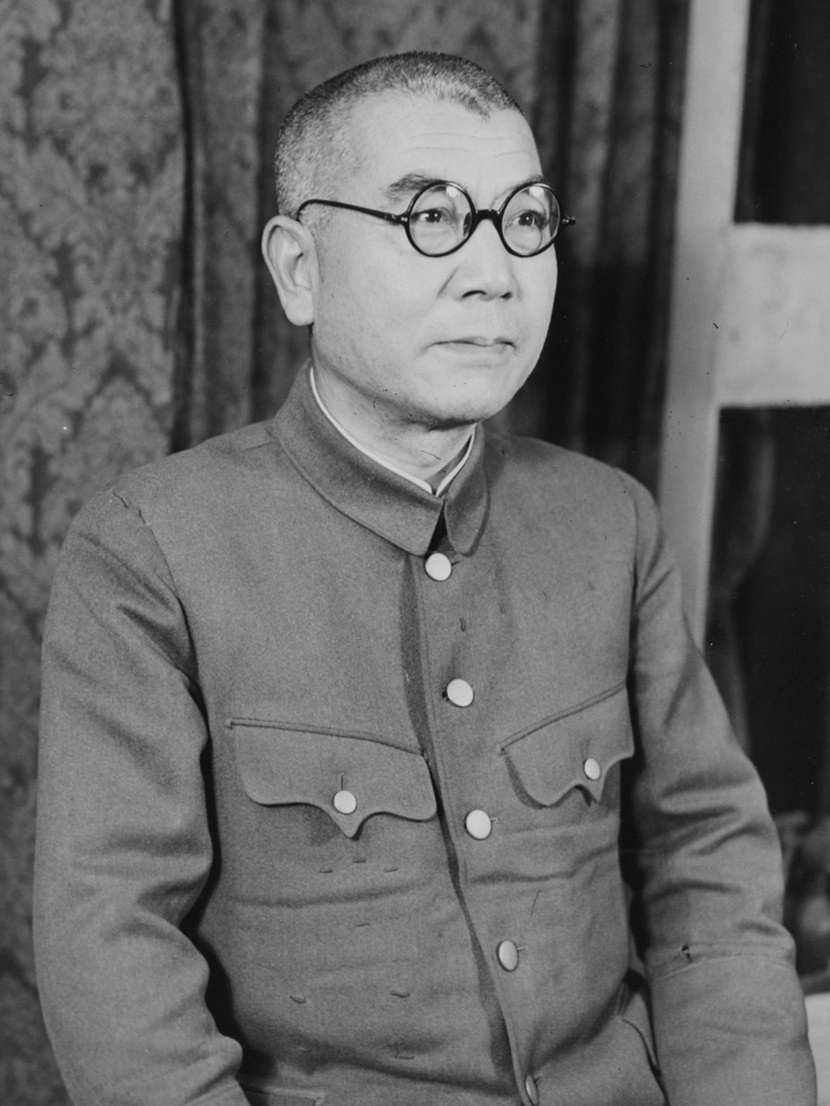
Akira Mutō

## Comandanti in capo dell'Armata del Kwantung
|    | Nome                           | Inizio incarico  | Fine incarico    |
| -- | ------------------------------ | ---------------- | ---------------- |
| 1- | Generale Tachibana Kōichirō    | 1919             | 6 gennaio 1921   |
| 2  | Generale Misao Kawai           | 6 gennaio 1921   | 10 maggio 1922   |
| 3  | Generale Shinobu Ono           | 10 maggio 1922   | 10 ottobre 1923  |
| 4  | Generale Yoshinori Shirakawa   | 10 ottobre 1923  | 28 luglio 1926   |
| 5  | Feldmaresciallo Nobuyoshi Mutō | 28 luglio 1926   | 26 agosto 1927   |
| 6  | Generale Chotaro Muraoka       | 26 agosto 1927   | 1 luglio 1929    |
| 7  | Generale Eitaro Hata           | 1 luglio 1929    | 31 maggio 1930   |
| 8  | Generale Takashi Hishikari     | 3 giugno 1930    | 1 agosto 1931    |
| 9  | Generale Shigeru Honjō         | 1 agosto 1931    | 8 agosto 1932    |
| 10 | Feldmaresciallo Nobuyoshi Mutō | 8 agosto 1932    | 27 luglio 1933   |
| 11 | Generale Takashi Hishikari     | 29 luglio 1933   | 10 dicembre 1934 |
| 12 | Generale Jirō Minami           | 10 dicembre 1934 | 6 marzo 1936     |
| 13 | Generale Kenkichi Ueda         | 6 marzo 1936     | 7 settembre 1939 |
| 14 | Generale Yoshijirō Umezu       | 7 settembre 1939 | 18 luglio 1944   |
| 14 | Generale Otozō Yamada          | 18 luglio 1944   | 11 agosto 1945   |

## Ordine di battaglia dell'Armata del Kwantung nell'agosto 1945
- Prima Armata regionale
  - 3ª Armata
    - 79ª Divisione fanteria
    - 112ª Divisione fanteria
    - 127ª Divisione fanteria
    - 128ª Divisione fanteria
    - 132ª Brigata mista
    - Brigata da fortezza Rajin

  - 5ª Armata
    - 124ª Divisione fanteria
    - 126ª Divisione fanteria
    - 135ª Divisione fanteria
    - 15ª Brigata di confine
    - 122ª Divisione fanteria
    - 134ª Divisione fanteria
    - 139ª Divisione fanteria
- Terza Armata regionale
  - 30ª Armata
    - 39ª Divisione fanteria
    - 125ª Divisione fanteria
    - 138ª Divisione fanteria
    - 148ª Divisione fanteria

  - 44ª Armata
    - 63ª Divisione fanteria
    - 107ª Divisione fanteria
    - 117ª Divisione fanteria
    - 9ª Brigata corazzata indipendente
    - 108ª Divisione fanteria
    - 136ª Divisione fanteria
    - 179ª Brigata mista
    - 130ª Brigata mista
    - 134ª Brigata mista
    - 1ª Brigata corazzata indipendente
    - 139ª Divisione fanteria
- Settima Armata regionale
  - 58ª Armata
    - 96ª Divisione fanteria
    - 111ª Divisione fanteria
    - 121ª Divisione fanteria
    - 108ª Brigata mista
    - 120ª Divisione fanteria
    - 150ª Divisione fanteria
    - 160ª Divisione fanteria
    - 320ª Divisione fanteria
    - 127ª Brigata mista

  - Fortezza di Pusan
  - Fortezza di Yosu
  - 4ª Armata
    - 119ª Divisione fanteria
    - 123ª Divisione fanteria
    - 139ª Divisione fanteria
    - 80ª Brigata mista
    - 131ª Brigata mista
    - 135ª Brigata mista
    - 136ª Brigata mista

  - 34ª Armata
    - 59ª Divisione fanteria
    - 137ª Divisione fanteria
    - 133ª Brigata mista